# Witalij Fridzon
Witalij Walerjewicz Fridzon (ros. Виталий Валерьевич Фридзон; ur. 14 października 1985 w Klińcach) – rosyjski koszykarz występujący na pozycjach rzucającego obrońcy lub rozgrywającego, reprezentant kraju. 
W 2012 roku zdobył brązowy medal na Igrzyskach Olimpijskich w Londynie z reprezentacją Rosji.
3 czerwca 2021 opuścił Zenit Petersburg.

## Osiągnięcia
Stan na 4 lipca 2021, na podstawie, o ile nie zaznaczono inaczej.

### Drużynowe
- Mistrz:
  - Euroligi (2016)
  - Eurocup (2012, 2015)
  - VTB (2011, 2014–2018)
  - Rosji (2014, 2015)
- Wicemistrz:
  - Eurocup (2009)
  - VTB (2009)
  - EuroChallenge (2006)
  - Rosji (2006, 2008–2012, 2015)
- Brąz:
  - Euroligi (2015, 2017)
  - EuroChallenge (2005)
- 4. miejsce w:
  - Eurolidze (2014)
  - VTB (2010, 2013)
  - Pucharze Rosji (2004, 2005, 2010)
  - mistrzostwach Rosji (2003)
- Zdobywca Pucharu Rosji (2008)
- Finalista Pucharu Rosji (2006)
- Uczestnik rozgrywek TOP 16 Euroligi (2010, 2013)

### Indywidualne
- MVP:
  - play-off VTB (2011)
  - 13. kolejki VTB (2012/13)
- Zaliczony do II składu rosyjskiej ligi PBL (2012)
- Uczestnik meczu gwiazd ligi:
  - rosyjskiej (2007, 2011)
  - VTB (2019[5], 2020[6])
- Zwycięzca konkursu rzutów za 3 punkty ligi VTB (2019[7], 2020[8])

### Reprezentacja
- Brązowy medalista:
  - olimpijski (2012)
  - mistrzostw Europy (2011)
- Mistrz Europy U–20 (2005)
- Uczestnik:
  - mistrzostw Europy (2005 – 8. miejsce, 2009 – 7. miejsce, 2011, 2013 – 21. miejsce, 2015 – 17. miejsce, 2017 – 4. miejsce)
  - igrzysk olimpijskich (2008 – 9. miejsce, 2012)
  - mistrzostw świata (2010)
  - mistrzostw Europy U–20 (2004 – 6. miejsce, 2005)
- Lider Eurobasketu w skuteczności rzutów za 3 punkty (2015 – 65,2%)[9]